# Kucher Model K1
Kucher K1 — венгерский пистолет-пулемёт, разработанный конструктором Йозефом Кучером в 1950-х годах.